# PlayCanvas
PlayCanvas est un moteur de jeu 3D open-source associé à une plateforme nuage propriétaire qui permet l'édition instantanée depuis plusieurs ordinateurs par une interface navigateur. PlayCanvas fonctionne sur tous les navigateurs qui supportent WebGL. Le moteur supporte notamment des collisions physiques, les visualisations audio et les animations à squelettes.
Open-source depuis le 4 juin 2014,, PlayCanvas a le soutien d'ARM, d'Activision et de la fondation Mozilla.

## Fonctionnement
La plateforme PlayCanvas propose un éditeur de collaboration en temps réel qui permet d'éditer des projets depuis plusieurs ordinateurs simultanément. Le moteur supporte WebGL 1.0 et WebGL 2.0, pour produire des rendus 3D avec accélération graphique. Son langage de script est le Javascript.
Les projets peuvent être publiés facilement sur la plateforme avec l'écran PlayCanvas au chargement, qui est modifiable pour les comptes payants. Les projets peuvent aussi être empaquetés pour des exports mobiles, avec CocoonJS pour Android par exemple,,, ou pour Steam via Electron.

## Utilisations notables
Plusieurs compagnies utilisent PlayCanvas dans des applications 3D variées sur le web. Disney a créé un jeu éducatif pour l'Hour of Code (en), basé sur le thème du film Vaiana : La Légende du bout du monde. King a publié Shuffle Cats Mini comme titre de départ pour les jeux facebook HTML5, lancés en 2016. Miniclip a publié des jeux HTML5 à la popularité grandissante via la plateforme,. La fondation Mozilla a collaboré avec PlayCanvas pour la réalisation d'After the Flood, leur démonstration de la nouvelle spécification WebGL 2.0 de janvier 2017,.
PlayCanvas a aussi créé un exemple de MMO, TANX.